# Mesosemia myrmecias
Mesosemia myrmecias is een vlindersoort uit de familie van de prachtvlinders (Riodinidae), onderfamilie Riodininae.
Mesosemia myrmecias werd in 1910 beschreven door Stichel.